# Myrmelachista plebecula
Myrmelachista plebecula är en myrart som beskrevs av Menozzi 1927. Myrmelachista plebecula ingår i släktet Myrmelachista och familjen myror. Inga underarter finns listade i Catalogue of Life.